# Пивченков, Владимир Тимофеевич
Влади́мир Тимофе́евич Пи́вченков (1919—1944) — капитан Рабоче-крестьянской Красной Армии, участник Великой Отечественной войны, Герой Советского Союза (1945).

## Биография
Владимир Пивченков родился 25 октября 1919 года в деревне Братилово (ныне — Клепиковский район Рязанской области) в многодетной семье. В 1932 году вся семья переехала в Москву. До начала Великой Отечественной войны семья жила в деревне Мазилово. Мать Ксения Поликарповна работала в детском саду. Отец Тимофей Фёдорович устроился бухгалтером на военном заводе (предположительно — авиационный завод имени Горбунова, в настоящее время — космический научно-производственный центр имени Хруничева). После окончания десяти классов школы также пошёл работать на авиационный завод имени Горбунова — сначала чертёжником, а после окончания дополнительных курсов — конструктором. После начала Великой Отечественной войны как сотрудник КБ имел право на бронь и мог эвакуироваться вместе с заводом в Казань (завод перевезли в октябре-ноябре 1941-го). Однако отказался от брони и в ноябре 1941 года Пивченков был призван на службу в Рабоче-крестьянскую Красную Армию. В 1942 году он окончил Рязанское пехотное училище. С марта того же года — на фронтах Великой Отечественной войны.
К сентябрю 1944 года капитан Владимир Пивченков командовал батальоном 954-го стрелкового полка 194-й стрелковой дивизии 48-й армии 1-го Белорусского фронта. Отличился во время освобождения Польши. Батальон Пивченкова во время боёв за населённые пункты Сески и Лиза Нова к северу от города Острув-Мазовецки первым прорвал немецкую оборону и успешно наступал на запад. 4 сентября 1944 года Пивченков во главе группы из 11 солдат отражал немецкие контратаки, успешно удержав позиции. В том бою он погиб. Похоронен в деревне Беллино Варшавского воеводства Польши.

Из наградного листа Пивченкова Владимира Тимофеевича:
«В боях за населенные пункты Сески, Лиза Новая (сев. г. Острув Мазовецкий) батальон капитана Пивченкова первым прорвал немецкую оборону. Уничтожив опорные пункты противника, бойцы во главе с капитаном Пивченковым расширили прорыв и тем самым обеспечили успех всему 954 стр. полку. Образцы личного героизма и самопожертвования тов. Пивченков показал 4-го сентября сего года (1944) в боях за д. Белино Варшавского воеводства. С группой в составе 11 бойцов Пивченков двигался в головной походной заставе. С боем смельчаки захватили деревню. 

До подхода основных сил Пивченков отдал приказ занять оборону, но через некоторое время немцы численностью до 150 солдат при поддержке 3 самоходных орудий атаковали деревню. Пивченков принял неравный бой. Бойцы в течение, 5 часа упорно оборонялись, трое были ранены. На исходе оставались патроны и гранаты. Пивченков с семью бойцами упорно оборонялся из построек деревни. Разъяренные немцы подъехали вплотную на самоходах, забросали сарай гранатами, а затем подожгли его. Никто из бойцов не отступил, все они мужественно приняли смерть и ни на шаг не отошли...» 
Указом Президиума Верховного Совета СССР от 24 марта 1945 года за «образцовое выполнение боевых заданий командования на фронте борьбы с немецкими захватчиками и проявленные при этом мужество и героизм» капитан Владимир Пивченков посмертно был удостоен высокого звания Героя Советского Союза. Также был награждён орденами Ленина, Красного Знамени, Отечественной войны 2-й степени и Красной Звезды, рядом медалей.

## Память
В честь Пивченкова названа улица в Москве. Имя героя увековечено на мемориале, расположенном в Москве на Новозаводской улице, 21. В декабре 2017 года на здании Волчковской школы Алексеевского сельского поселения Клепиковского района Рязанской области установлена мемориальная доска. Портрет героя размещен на информационном щите «Герои Клепиковской земли» в посёлке Тума.